# Fragments and Fractions
Fragments and Fractions är Satanic Surfers fjärde studioalbum, utgivet 2000 på skivbolaget Bad Taste Records.

## Låtlista
1. "Submission"
2. "Together"
3. "Pulling the Strings"
4. "Choosen My Side of the Fence"
5. "And No One Can Deny"
6. "When Was the Last Time"
7. "One of the Lost Songs"
8. "My Daily Routine"
9. "One Kid's Defiance"
10. "Separate Ways"
11. "Throw in the Towel"
12. "Superficialities"
13. "The Bass Song"

### Fotnoter
1. ↑  ”Fragments and Fractions”. Discogs.com. http://www.discogs.com/Satanic-Surfers-Fragments-and-Fractions/release/2764004. Läst 1 januari 2012.